# Antonio Maria Cagiano de Azevedo
Antonio Maria Cagiano de Azevedo (ur. 14 grudnia 1797 w Santopadre, zm. 13 stycznia 1867 w Rzymie) – włoski kardynał.

## Życiorys
Urodził się 14 grudnia 1797 w Santopadre, jako syn Ottavia Cagiano de Azevedo i Mariangeli Zagaroli. Studiował w Rzymie, m.in. na Papieskiej Akademii Kościelnej, gdzie uzyskał stopień doktora utroque iure. 10 sierpnia 1824 roku przyjął święcenia kapłańskie i wstąpił na służbę w Kurii Rzymskiej. Był między innymi protonotariuszem apostolskim, gubernatorem Spoleto i legatem w Ferrarze. W czasie epidemii dżumy w 1837 roku został wezwany do Rzymu, by kontrolować rozwój zarazy. W tym czasie został także rektorem La Sapienzy. 22 stycznia 1844 roku został wybrany biskupem Senigallii, a trzy dni później został kreowany kardynałem prezbiterem i otrzymał kościół tytularny Santa Croce in Gerusalemme. 11 lutego przyjął sakrę. W 1848 roku zrezygnował z kierowania diecezją, a sześć lat później został podniesiony do rangi kardynała biskupa i otrzymał diecezję suburbikarną Frascati. We wrześniu 1860 roku został penitencjariuszem większym. Zmarł 13 stycznia 1867 roku w Rzymie.